# Histiophryne psychedelica
Espèce
L’Histiophryne psychédélique est un poisson découvert en 2008 près de l'île d'Ambon en Indonésie. Il a été baptisé ainsi par Ted Pietsch (spécialiste des Antennariidae et professeur à l'Université de Washington), Rachel Arnold et David Hall en lien avec les zébrures blanches et rouges qui couvrent son corps.
L’Histiophryne psychédélique a un mode de locomotion assez original : il se déplace en s'appuyant sur le sol grâce à ses nageoires pectorales, et en effectuant de petits bonds successifs, ce qui lui donne une démarche semblable à celle de la grenouille.
Il a aussi une face particulière car ses yeux regardent tous deux vers l'avant (comme ceux de l'Homme) inversement à ceux de la plupart des autres poissons, qui ont un œil de chaque côté de la tête et une vision bilatérale.
Ce poisson-grenouille tient son nom des couleurs vives qui ornent sa peau en fines rayures. Ces dernières sont différentes d’un individu à l’autre et permettent de les distinguer. À la différence des autres poissons de la même famille espèce cette espèce possède une face plate avec deux yeux qui regardent vers l’avant. Sa peau pend en plis depuis ses nageoires pectoral. Il nage en chassant l'eau de ses branchies pour se propulser vers l’avant.
Longueur:6,5-9cm
Répartition géographique : sud-est d’Asie.